# Воронцов, Евгений Александрович
Евгений Александрович Воронцов (1867—1925) — протоиерей, библеист, историк. 

## Биография
Родился 21 января (2 февраля) 1867 года в Москве в семье чиновника Московского губернского правления.
В 1885 году окончил 3-й Московский кадетский корпус, а в 1897 году — Московскую духовную академию, со степенью кандидата богословия; как 2-й магистрант LII курса он был оставлен профессорским стипендиатом до августа 1898 года.
С сентября 1898 до 1900 года преподавал гомилетику и литургику в Минской духовной семинарии.
Профессор Московской духовной академии И. Н. Корсунский незадолго до своей смерти указал на Воронцова как на своего преемника и с января 1900 года после прочтения двух пробных лекций Воронцов стал исполнять должность доцента Московской духовной академии по кафедре греческого языка и словесности, а с февраля того же года — по кафедре еврейского языка и библейской археологии.
В 1909 году, 6 июня был рукоположен целибатом во диакона, а 7 июня — во иерея. С октября 1909 по ноябрь 1910 года он преподавал в академии французский язык.
В октябре 1910 года, после защиты диссертации «Домасоретская и масоретская Библия, как манускрипт, в связи с историей древнееврейского письменного дела» (Сергиев Посад, 1909) он был удостоен степени магистра богословия и в том же году избран экстраординарным профессором Московской духовной академии.
С 29 июня 1917 года он — в сане протоиерея. С 1921 года — настоятель академической Введенской церкви в Сергиевском Посаде.
Умер 31 октября 1925 года.